# پاپیلیون (نبراسکا)
پاپیلیون(به انگلیسی: Papillion) شهری در ایالت نبراسکا کشور ایالات متحده آمریکا است که جمعیت آن در سرشماری سال ۲۰۱۰ میلادی، ۱۸٬۸۹۴ نفر بوده‌است.